# Clark Dean
Clark Dean (Sarasota, 3 de fevereiro de 2000) é um remador estadunidense.

## Carreira
Após ganhar três medalhas no campeonato mundial júnior de remo, duas das quais de ouro, em 2019, Dean fez sua estreia sênior pela seleção dos EUA com apenas 19 anos de idade, obtendo um quinto lugar na final do quatro sem timoneiro no Campeonato Mundial de Remo de 2019.
Nos Jogos Olímpicos de Verão de 2024, em Paris, conquistou a medalha de bronze na competição do oito com masculino ao lado de Henry Hollingsworth, Nicholas Rusher, Christian Tabash, Christopher Carlson, Peter Chatain, Evan Olson, Pieter Quinton e Rielly Milne, com um tempo de 5:25.28.